# Мала Дівиця
Мала Дівиця — селище, центр Малодівицької селищної громади Прилуцького району Чернігівської області України, на півдні області, 20 км від м. Прилуки. Населення — 1,7 тис. осіб (2024). Відоме від 1628 року, від 1960 — селище міського типу. Батьківщина українського педагога Ольги Більської, дружини голови Директорії Української Народної Республіки Симона Петлюри. Герб селища є промовистим.

## Географія і топоніміка
Через село тече річка Галка, яка за давніх часів була глибокою та повноводою. За легендами по ній плавали фелюки — кораблі-плоскодонки. У Макіївці з базару худобу сплавляли по річці. На одну фелюку вміщувалось до 100 голів худоби. Також стояв млин, що рухався силою течії річки. Тепер Галка навесні дуже рідко розливається.
Збереглися назви озер, які походять від прізвища власників. Це Тьомкове та Йовенкове озеро.
Мала Дівиця ділиться на кутки. Шатурі, Ярмаків куток, Загребля, Мухавці, Стукалі і Слобода. В Мухавцях колись давно в річці чи болоті застоювалась вода, водилось багато мух. Звідси і назва. Весь Стукалівський рід жив на Стукалях. Таке ж походження і у кутка Шатурі. Та частина Малої Дівиці, де колись стояла Малодівицька сотня, досі зберегла назву Слобода.
Є також Маладичина могила — вирита була на землі господаря Маладики. Недалеко від Малої Дівиці є хутір Клеці, який в давнину заснував козак Клуць. Колись голова Малодівицького райвиконкому Ярмак виділив землю під забудову людям. Так і залишився від тих днів куток Ярмаків. Є також Малодівицьке нафтове родовище.

## Історія

### Давні часи
За однією з легенд багатий поміщик подарував село і прилеглі до нього землі меншій дочці. А сусіднє село з угіддями дісталося старшій дочці, від чого виникла назва села — Велика Дівиця.
За іншою легендою, колись у давнину багатий козак поділив своє майно між дочками, більшою і меншою, по обидва боки річки Галки. Відтоді село, де залишилася жити «мала дочка» (дівиця) стала зватись Мала Дівиця, а де жила «велика дочка» — Велика Дівиця. Існують ще легенди змінних форм, зміст яких один. Але відомий історик О.Лазаревський вважав, що назву село одержало від річки Дівиці, що протікала тут раніше. У «Описании старой Малороссии» О.Лазаревський пише, що в акті 1740 року річка називалася Дівицею, і від неї одержали назву села Мала, Велика та Володькова Дівиці.
У II — IV ст. по Р. Х. тут були поселення слов'ян (розкопки 1962). Досі у Великій Дівиці збереглися городища.
За переказами першими поселенцями на берегах Галки були чотири козаки брати Конки, хоч прозивали їх Гнаткові. І зараз в селі є прізвище Конка. Хоча найпоширеніші прізвища Бублик, Тонкаль, Федчун. Предок нинішніх Федчунів був полковим писарем Прилуцького полку Гетьманщини.
Перші згадки села у рукописних джерелах датуються 1550 роком, але певна згадка лише 1628 року — село засноване на землях Яреми Вишневецького. З 1648 мешканці Малої Дівиці брали участь у Визвольній війні Богдана Хмельницького, зокрема 1649 в Реєстрах Війська Запорізького серед сотень Прилуцького полку значиться і Малодівицька.
Згодом село належало Прилуцькій полковій сотні. 1692 прилеглі землі належали прилуцькому полковнику Д. Горленку. Після Полтавської битви 1709 року переходило з рук в руки. Власником були Семен Даценко, прилуцький полковий хорунжий.
У 1709 році прилуцький орендар, Марко Аврамович, отримав універсал від гетьмана Івана Скоропадського (який був також його зятем після шлюбу з донькою, Настею) на села Велика Дівиця та Мала Дівиця. По смерті ж Марка у серпні 1713 року села Велика і Мала Дівиця були передані у власність Гамаліївського монастиря. Пізніше володів селом також Харлампіїв дівочий монастир. Слобідські землі належали поміщику О. Закревському та полковнику Якубовичу.
Найдавніше знаходження на мапах 1812 рік
Крім загального хліборобства, розвинуті промисли — шкіряний, смушковий. Виробляли смолу, дьоготь. Після реформи 1861 року землі належали в основному поміщикам. Сам міністр фінансів Росіської імперії Макаров мав землі навколо села Мала Дівиця, бо дуже родючими вони були.
У 1862 році у селі володарському казеному та козачому Мала Дівиця була церква, 2 заводи та 306 дворів де жило 1872 особи
У 1911 році у селі Мала Дівиця була Троїцька церква , земська та грамоти школи та жило 2571 особа
З технічних культур найбільше вирощували махорку — було п'ять махоркових складів, які закуповували сировину у селян для тютюнових фабрик. Вже у часи СРСР селектори виділили місцеву махорку в певний ґатунок — «Дівицька». Десь з 1910 року у селі почали розводити сади, переважно вишневі.
У 1923 році село стало адміністративним центром Малодівицького району Прилуцької округи, Полтавської губернії маючи  787 дворів, 3985 мешканців (станом на 1925 р.).

### Голодомор
Село постраждало від геноциду українського народу, проведеного владою СРСР у 1932—1933 роках. За підрахунками директора школи с. Жовтневе О. Лозового «у трьох селах Прилуцького району Велика Дівиця, Мала Дівиця і Жовтневе померло понад тисяча мешканців». Очевидиця Голодомору в селі Пріська Чухліб, 1926 р.н., розповідає:
|  | За вказівкою райкомів чи обкомів організували підводи, їздили у кожну хату і вигрібали все, що бачили: квасолю, соняшники, кукурудзу, картоплю, часник. Якщо не знаходили картоплі у льохах, то брали такі щупи залізні й пробивали ними землю. А люди, знаючи це, закопували картоплю і часник садили зверху. Сільські активісти ходили по тому часнику, розкопували і забирали. Заглядали в піч. Якщо зварений там був якийсь харч, борщ, чи що, витягали і виливали, бо було задумано знищити людей. А як ми рятувалися, наша сім'я. У матері попухли ноги були, а в мене і в брата лише животи великі, а ніжки такі тонесенькі, як ниточки, від голоду. А батько мій працював на салотопному заводі, де виготовляли мило. Туди звозили всяку падаль — корова здохла, телиця чи коняка, батько приносив ту падаль, мати ставила казанок, а воно до того смерділо, що дихати нічим було. А ми так ждали, щоб хоч з'їсти по шматочку. Трохи картоплі люди все-таки поховали. То мати картоплину почистить, а лушпаї — у льох, щоб посадити було чим. Коли почалася весна, діти, всі, як один,— торбинка через плече і суцвіття з конюшини рвали. Зацвіла акація,— лізли на дерева, обривали суцвіття, мати сушила, перетирала і смажила такі деруни. А вони такі гіркі були, що в рот не можна було взяти. А ще ж на роботу в колгосп ідуть жінки, то мати: «Діти, нарвете лободи». Мати води наллє, ту лободу укине, зварить. Ми ту лободу їли, а тоді виходили на моріжок, і оці калачики такі росли. І ми понариваємо сірникові коробочки, чистили і їли. А мати з поля прийде, давай терти ту конюшину, акацію, і дерунчики пече. То вже так стоїмо над піччю, щоб тих дерунчиків поїсти. А був випадок, коли за борщ з лободи вбив чоловік сусідку. А вже отак попід дворами можна було багато побачити людей, які лежали пухлі, мертві. На кладовищі викопали таку канаву, довгу-довгу, і двоє людей їздили, і цих, які померли, збирали на вози. Отак ховали людей. Навесні у селі стояли десятки хат із забитими навхрест вікнами. У прочинених дверях протяжно вив вітер. Було моторошно. Здавалось, що то плачуть в хатинах душі, що так рано пішли з життя... Розказували, що західняки знали, що в нас голод, збирали гроші і продукти, хотіли переправити, і їх не пропустили. А в Дніпропетровську, Миколаєві назбирали гори пшениці, жита, а там міліція стояла, і тільки хто підійде до тієї купи, щоб набрати зерна, розстрілювали. То все було зроблено, щоб знищити Україну, український народ. Хоч я і мала була, але оцих картин, як люди пухли під дворами і гинули, я ніколи не забуду, я сама це бачила[джерело?] |

Також в у цьому селі зафіксовано факти Канібалізму. Зі спогадів Катерини Никогда, 1922 року народження (село Мала Дівиця Прилуцького району Чернігівської області):
| «Тоді пропало багато селян. Люди з голоду втрачали розум і їли один одного. У селі був випадок, коли одна мати зламала хребет своїй дитині, зварила її в казані й з'їла».[10] |

### Друга Світова війна
Німецькі частини увійшли до села у серпні 1941. Облаштовано жандармерію у складі чотирьох осіб, на чолі — Кібловський. У сучасному відділі Архіву окупації 1941—1944 (Державний архів Чернігівської області) міститься добре збережений фонд районного Старостату Малодівицького району Чернігівської області — постанови, накази, розпорядження, інструкції комендатури. Від 2004 доступ — вільний.
За непервіреними даними, в селі було створено підпільний райком ВКП(б) на чолі зі сталіністами Д. Страшенком та С. Прядком. Очевидці згадують: у селах справді траплялися розстріли партизан, які підлягали загальному командуванню НКВС СРСР. Вочевидь, ліси навколо села М. Дівиця давали прихисток як сталінським, так і українським партизанам.

## Населення

### Чисельність населення
| 1959 | 1979 | 1989 | 2001 | 2016 | 2022 |
| ---- | ---- | ---- | ---- | ---- | ---- |
| 3601 | 3629 | 3001 | 2383 | 2017 | 1931 |

### Мова
Розподіл населення за рідною мовою за даними перепису 2001 року:
| Мова            | Кількість | Відсоток |
| --------------- | --------- | -------- |
| українська      | 2328      | 98.23%   |
| російська       | 35        | 1.48%    |
| білоруська      | 4         | 0.17%    |
| вірменська      | 2         | 0.08%    |
| інші/не вказали | 1         | 0.04%    |
| Усього          | 2370      | 100%     |

## Освіта, культура і релігія
У Малій Дівиці працює школа та бібліотека-філія Прилуцької ЦБС. 
Першу бібліотеку в селищі Мала Дівиця організували у 1919 році Плющ Євген Васильович та Єршова (Таран) Ольга Олександрівна. Бібліотечний фонд започаткований з власних книжок Шкурки Івана та Корчуся Івана, які навчалися у Миргородській школі прикладного мистецтва, також книжок з поміщицьких бібліотек. Книжковий фонд налічував 638 книг. З 1921 року бібліотека одержала нове приміщення і стала називатись центральною. Перед війною в селищі були бібліотеки для дорослих та дітей.
Діяв краєзнавчий музей. 
Є парафіяльна громада УПЦ  (священик Миколай Галюк). 29 березня 2022 року повідомлено про прийняття рішення про відмову від релігійної конфесії УПЦ "МП" (російської Церкви) та її релігійних послуг; та перехід до ПЦУ (Української Церкви). На загальних зборах відбулося голосування парафіян, жителів села, і одноголосно ухвалено рішення 

## Відомі люди

### Уродженці
- Бєліцька Євгенія Яківна — доктор медичних наук.
- Ольга Більська-Петлюра, дружина голови Директорі УНР Симона Петлюри.
- Крицький Павло Митрофанович — полковник Армії УНР.
- Маладика Григорій Васильович — Заслужений енергетик України[13]
- Міхнюк Олег Іванович — радянський та український військовик і громадський діяч.
- Володимир Постульга — географ та краєзнавець
- Володимир Пащенко — науковець і письменник, доктор географічних наук, професор
- Микола Білякович — проректор Національного транспортного університету
- Герої Соціалістичної Праці Ольга Гринько, Марія Олексенко, Ганна Плющ, Ліда Ромець.

### Пов'язані з селом
В селі навчався Шевченко Станіслав Олексійович2543.07.09, Грабів) — український поет, журналіст, перекладач. Заслужений діяч мистецтв України.

## Згадки
Згадка про село Мала Дівиця є в поемі Ліни Костенко «Берестечко»:

| Мала Дівиця і Піщані Броди. Вишневий Хутір, Хортиця, Хотин. Підгайчики. Опішня. Обиходи. Батурин, Бережани, Рогатин! |